# SunStroke Project
SunStroke Project es un trío dance/pop moldavo compuesto por Sergei Yalovitsky (voz), Anton Ragoza (violinista y compositor) y Sergey Stepanov (saxofonista, más conocido como "Epic Sax Guy"). Son famosos por representar a Moldavia en el Festival de la Canción de Eurovisión 2010 y en 2017. El nombre del grupo fue elegido por Anton Ragoza mientras trabajaba en el ejército con Sergey Stepanov, donde en el campo de batalla sufrió una insolación.
En noviembre de 2010, el productor, Aleksei Myslicky y algunos otros miembros incluidos los autores de canciones, pero no los artistas intérpretes o ejecutantes dejaron SunStroke Project y en Moscú se creó una nueva banda llamada "Offbeat Orquesta" versiones de algunas de las canciones de SunStroke han sido tocados por la nueva banda.

## Miembros
Anton Ragoza es el violinista y compositor principal de la música para la banda. Hasta el momento está dirigiendo la Orquesta de Chisináu, y es un ganador de premios de la serie de prestigio en el campo de la música clásica. Anton tiene una amplia experiencia musical reproduciendo un género de electrónica moderna. Identificó a Justin Timberlake y Michael Jackson como fuente de inspiración musical.
Sergey Stepanov es el saxofonista. En una entrevista en el Festival de Eurovisión en el año 2010 se identificó el saxofonista ruso Igor Butman como fuente de inspiración musical.
Sergei Yalovitskiy es el vocalista de la banda. Anteriormente, trabajó como cantante en las líneas de cruceros. Ha ganado varios premios por cantar en Moldavia y Rumanía.

## Festival de Eurovisión

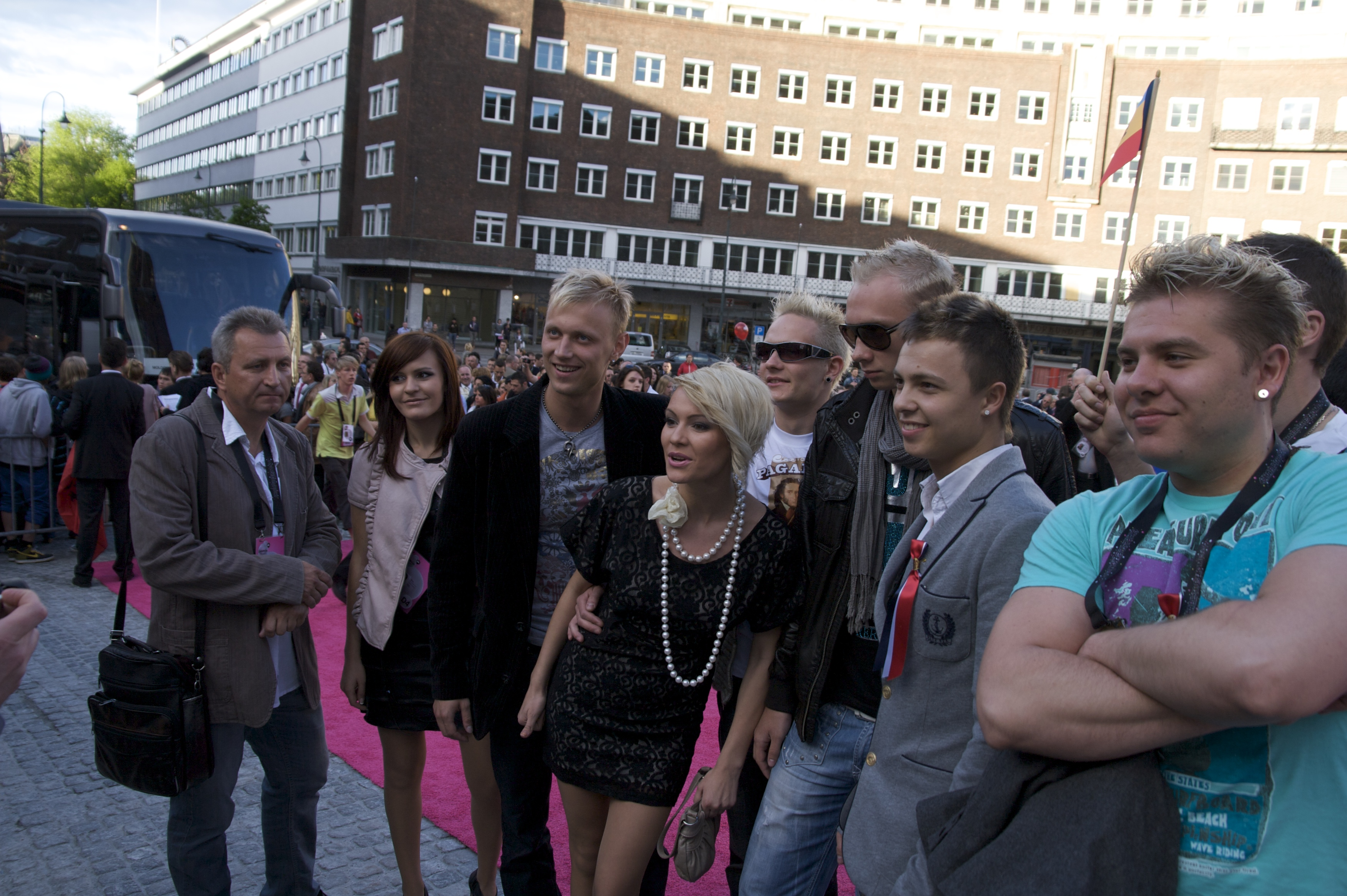
Sunstroke Project & Olia Tira

### 2009
Tocaron en la preselección nacional moldava para el Festival de la Canción de Eurovisión 2009 para intentar representar a Moldavia, donde alcanzaron el 3.er puesto con el hit "No Crime". Nelly Ciobanu fue elegida para representar a Moldavia en el concurso, ese año.

### 2010
SunStroke Project conjunto a Olia Tira representaron a Moldavia en el Festival de Eurovisión en 2010 con la canción "Run Away". El final de la preselección de O melodie pentru Europa 2010 tuvo lugar en Chişinău el 6 de marzo de 2010, obteniendo con la canción el máximo de 12 puntos por parte del jurado como del sistema de votación por mensajes de texto. La canción llegó al puesto 22 de 39 posiciones.

### 2012
SunStroke Project y Olia Tira volvieron a la preselección nacional para representar a Moldavia en el Festival de la Canción de Eurovisión 2012 con el sencillo Superman, pero no lograron pasar a la siguiente ronda de clasificación.

### 2017
Sunstroke Project vuelve al festival (esta vez sin Olia Tira) con la canción "Hey Mamma" que fue muy bien recibida por los fanes por el regreso del "Épic Sax Guy". Participaron en la primera semifinal en Kiev en la cual quedaron en segundo puesto y se clasificaron para la final. Quedaron en el puesto 3 de 43.

## Sencillos
- Run Away (Con Olia Tira)
- Believe
- Spit
- In Your Eyes
- Sax U Up
- Summer
- No Crime
- Memory of Her
- Epic Sax
- Walking In The Rain
- Listen
- Scream
- Play With Me
- Set My Soul On
- Sunshine Day (Cover de Bodybangers )
- Desire (Cover de Michael Canitrot)
- Bad Girls (Con Olia Tira)
- Superman (Con Olia Tira)

## Fenómeno de Internet
El solo de saxofón de Sergey Stepanov en el Festival de la Canción de Eurovision del 2010 se volvió famoso a través de Internet, llegando a ser un meme conocido como "Epic Sax Guy" (Saxofonista Épico) o "Saxroll". Existen varios remixes de su solo en Youtube, al igual que multitud de memes basados en él.
En diciembre de 2010, SunStroke Project apareció en un programa de TV de Moldavia "Sare şi piper" y tocaron el tema "Epic Sax", llamado así después del fenómeno de Internet.
La frase "Epic Sax Guys" forma parte de la letra del sencillo de SunStroke Project "Superman", cuando intentaron ingresar, sin éxito, al Festival de la Canción de Eurovision del 2012.